# Brodifacoum
Brodifacoum é um veneno anticoagulante antagonista da vitamina K da 4-hidroxicumarina altamente letal. Nos últimos anos, tornou-se um dos pesticidas mais utilizados no mundo. É normalmente usado como raticida.
Brodifacoum tem uma meia-vida especialmente longa no corpo, que varia de até nove meses, exigindo tratamento prolongado com antídoto vitamina K para envenenamentos humanos e animais de estimação. Tem um dos maiores riscos de envenenamento secundário para mamíferos e aves. Uma experiência significativa em envenenamentos por brodifacoum foi adquirida em muitos casos humanos, onde foi usado em tentativas de suicídio, necessitando de longos períodos de tratamento com vitamina K. Em março de 2018, casos de coagulopatia grave e sangramento associados ao uso de canabinóides sintéticos contaminados com brodifacoum foram relatados em cinco estados dos E.U.A..

## Síntese química
Brodifacoum é um derivado do grupo 4-hidroxicumarina. Os números dos compostos são encontrados ao lado de seus respectivos compostos na imagem abaixo. O composto 1 é o éster de partida necessário para sintetizar o brodifacoum. Para obter este composto 1 de partida, é realizada uma simples condensação Wittig de cloroacetato de etilo com 4'-bromobifenilcarboxaldeído. O composto 1 é transformado no composto 2 por hidrólise consecutiva, halogenação para formar um cloreto de ácido e então reagido com o ânion de lítio necessário. Isso é feito usando KOH e EtOH para hidrólise e, em seguida, adicionando SOCl 2 para cloração para formar o cloreto de ácido que reage com a adição de ânion de lítio. O composto 2 é então transformado usando química de organocobre para produzir o composto 3 com boa estereosseletividade de cerca de 98%. Normalmente, uma ciclização do tipo Friedel-Crafts seria então usada para obter a porção do sistema de dois anéis do composto 4, mas isso resulta em baixo rendimento. Em vez disso, o ácido trifluorometanossulfônico em benzeno seco catalisa a ciclização com bom rendimento. A cetona é então reduzida com borohidreto de sódio produzindo um álcool benzílico . A condensação com 4-hidroxicumarina sob HCl produz o composto 5, brodifacoum.

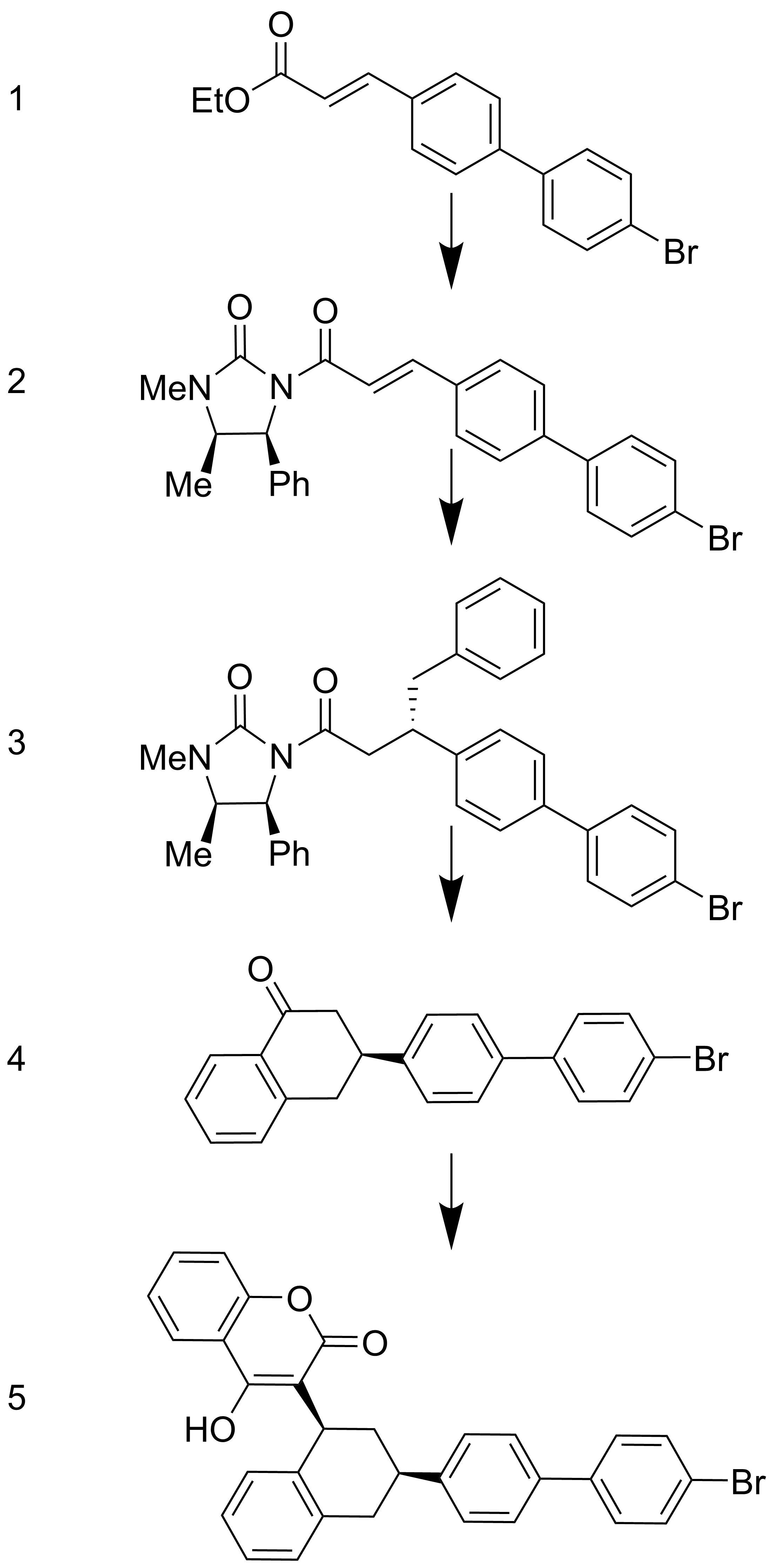
Formação estereoespecífica de brodifacoum usando um composto organocobre assimétrico.

## Toxicologia
Brodifacoum é um anticoagulante 4-hidroxicumarínico, com um modo de ação semelhante aos seus predecessores históricos dicumarol e varfarina. No entanto, devido à potência muito alta e longa duração de ação (meia-vida de eliminação de 20 – 130 dias), caracteriza-se como um anticoagulante de "segunda geração" ou " supervarfarina".
O brodifacoum inibe a enzima vitamina K epóxido redutase, que é necessária para a reconstituição da vitamina K em seu ciclo a partir do epóxido de vitamina K, de modo que o brodifacoum diminui constantemente o nível de vitamina K ativa no sangue. A vitamina K é necessária para a síntese de substâncias importantes, incluindo a protrombina, que está envolvida na coagulação do sangue. Essa interrupção se torna cada vez mais grave até que o sangue efetivamente perca qualquer capacidade de coagular.
Além disso, brodifacoum (como com outros anticoagulantes em doses tóxicas) aumenta a permeabilidade dos capilares sanguíneos; o plasma sanguíneo e o próprio sangue começam a vazar dos vasos sanguíneos menores. Um animal envenenado sofre sangramento interno progressivamente pior, levando ao choque, perda de consciência e, eventualmente, morte.
Brodifacoum é altamente letal para mamíferos e aves, e extremamente letal para peixes. É um veneno altamente cumulativo, devido à sua alta lipofilicidade e eliminação extremamente lenta.
A seguir estão os valores agudos de LD50 para uma variedade de animais:
| * ratazanas (oral)                      | 0,27 mg/kg pc                                                                    |
| * ratos (oral)                          | 0,40 mg/kg pc                                                                    |
| * coelhos (oral)                        | 0,30 mg/kg pc                                                                    |
| * porquinhos-da-Índia ou cobaias (oral) | 0,28 mg/kg pc                                                                    |
| * esquilos (oral)                       | 0,13 mg/kg pc                                                                    |
| * gatos (oral)                          | 0,25 mg/kg pc — 25 mg/kg pc                                                      |
| * cães (oral)                           | 0,25 - 3,6 mg/kg pc                                                              |
| * aves                                  | Os valores de LD 50 para várias aves variam de cerca de 1 mg/kg pc - 20 mg/kg pc |
| * peixe — CL 50 para peixe:             |                                                                                  |
| ** truta (96 horas de exposição)        | 0,04 ppm                                                                         |

## Nomes de marcas

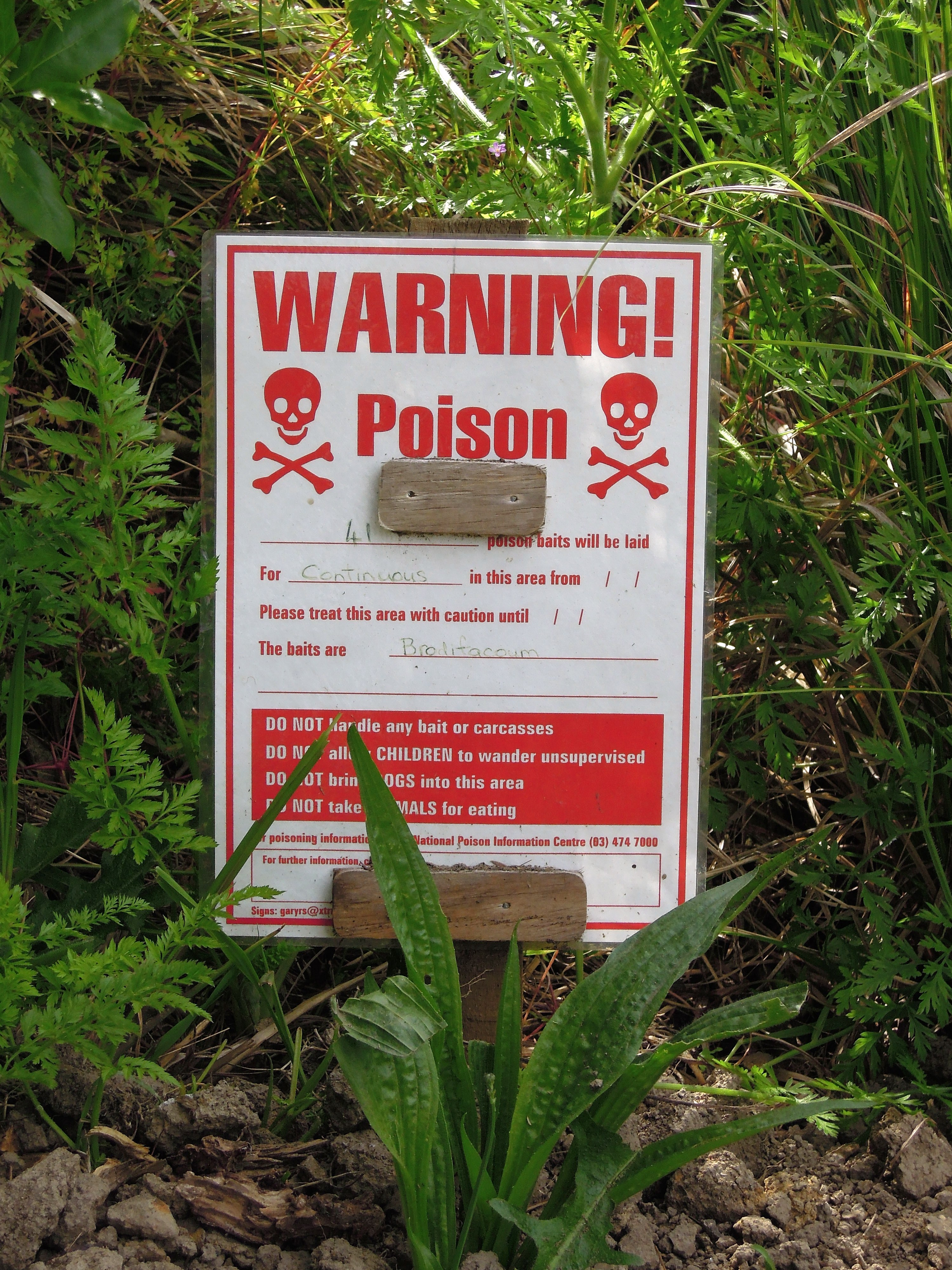
Aviso sobre a colocação de iscas de brodifacoum na Nova Zelândia

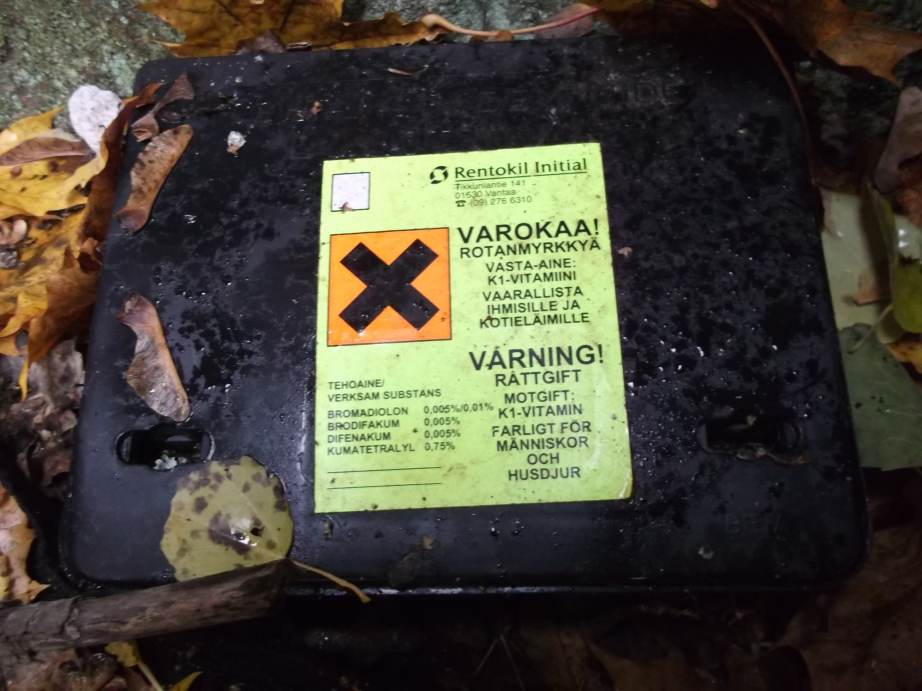
"Caixa-isca" contendo brodifacoum na Finlândia

Brodifacoum é comercializado sob muitos nomes comerciais, incluindo Arakus (Advansia), Biosnap, d-CON, Finale, Fologorat, Havoc, Jaguar, Klerat, Matikus, Mouser, Pestoff, Rakan, Ratak+, Rataquill Colombia, Ratshot Red, Rattex, Rodend, Rodenthor, Ratsak, Talon, Volak, Vertox e Volid.

## Envenenamento humano

### Tratamento
O antídoto primário para o envenenamento por brodifacoum é a administração imediata de vitamina K 1 (dosagem para humanos: inicialmente injeções intravenosas lentas de 10-25mg repetidos em 3-6 horas até a normalização do tempo de protrombina; então 10mg por via oral quatro vezes ao dia como uma "dose de manutenção"). É um antídoto extremamente eficaz, desde que o envenenamento seja detectado antes que ocorra sangramento excessivo. Como altas doses de brodifacoum podem afetar o organismo por muitos meses, o antídoto deve ser administrado regularmente por um longo período (vários meses, de acordo com a meia-vida da substância) com monitoramento frequente do tempo de protrombina .
Se o veneno não absorvido ainda estiver no sistema digestivo, pode ser necessária a lavagem gástrica seguida pela administração de carvão ativado .
Outros tratamentos a serem considerados incluem infusão de sangue ou plasma para neutralizar o choque hipovolêmico e, em casos graves, infusão de concentrado de fator de coagulação do sangue .

### Relatos de casos
Casos de intoxicação por brodifacoum foram relatados na literatura médica humana.
Em um relatório, uma mulher consumiu deliberadamente mais de 1,5kg (3lb) de isca de rato, constituindo cerca de 75mg brodifacoum, mas recuperou-se completamente após receber tratamento médico convencional.
Em outro caso relatado em 2013, uma paciente de 48 anos de idade relatou 4 dias de dispneia leve, tosse seca, dor bilateral nas fossas poplíteas e dor abdominal superior difusa. Ela não tinha histórico de doença hepática ou abuso de álcool ou substâncias ilícitas. O exame físico inicial foi notável apenas por conjuntiva levemente pálida e leve sensibilidade abdominal e dor na fossa poplítea esquerda. Um hemograma completo e um painel metabólico completo eram normais. O tempo de protrombina (PT) estava acima de 100s, o tempo de tromboplastina parcial (PTT) estava acima de 200s e a razão normalizada internacional (INR) foi relatada acima de 12,0. A urinálise revelou hematúria (sangue na urina). A ultrassonografia com Doppler venoso de membros inferiores demonstrou trombose da veia poplítea esquerda. A tomografia computadorizada de abdome demonstrou hematoma transmural e o exame de sangue oculto nas fezes foi positivo. Uma investigação anticoagulante completa mostrou redução crítica dos fatores II, VII, IX e X dependentes de vitamina K. PT e PTT corrigidos com estudos de mistura provando deficiência de fator como a causa da coagulopatia. Os estudos de anticoagulante lúpico foram negativos. A toxicidade da supervarfarina foi suspeitada e confirmada com um painel de veneno anticoagulante positivo para brodifacoum. O paciente foi hospitalizado e tratado com sucesso com plasma fresco congelado, crioprecipitado e vitamina K. Em conclusão, trombose paradoxal e hemorragia devem levantar a suspeita de toxicidade de supervarfarina no cenário clínico apropriado. A apresentação concomitante de trombose e hemorragia com PT e PTT notavelmente anormais deve levantar a suspeita de envenenamento por brodifacoum.
Em outro relato, um menino de 17 anos deu entrada no hospital com um grave distúrbio hemorrágico. Foi constatado que ele fumava habitualmente uma mistura de brodifacoum e maconha. Apesar do tratamento com vitamina K, o distúrbio hemorrágico persistiu por vários meses. Ele finalmente se recuperou.
Em 2015, 19 detentos da prisão de Rikers Island, em Nova York, alegaram que foram envenenados com o produto químico. Os presos notaram "o que pareciam ser bolinhas azuis e verdes no bolo de carne" que estavam comendo em 3 de março e se sentiram mal depois. Uma amostra foi analisada e testada positiva para brodifacoum; o Departamento de Correção de Nova York declarou que estava investigando o incidente.
Uma estudante universitária de 20 anos apresentou-se com dor abdominal e sangue na urina. Ela foi testada para varfarina, um anticoagulante comum também usado em alguns raticidas, que retornou um resultado negativo. Vitamina K e plasma fresco foram administrados para tratar os sintomas. Três semanas depois, ela voltou com sangramento na panturrilha e foi posteriormente testada para produtos químicos supervarfarina. O teste mostrou que brodifacoum estava em sua corrente sanguínea. Mais tarde, ela admitiu ter consumido sete pacotes de raticida.
Um empresário de 48 anos foi admitido com hemorragia nasal grave e parâmetros de coagulação anormais. O tratamento padrão de vitamina K e plasma fresco foi administrado para conter o sangramento nasal. Duas semanas depois, ele apresentou novamente sangramento na panturrilha. Doses contínuas de vitamina K foram necessárias para neutralizar o brodifacoum. Ele negou ter tomado qualquer brodifacoum encontrado em sua casa contido nos pacotes do Contrac.
Em 26 de novembro de 2018, pelo menos oito mortes e 320 casos de coagulopatia grave e sangramento associados ao uso de canabinóides sintéticos foram relatados em Illinois, Wisconsin, Maryland, Missouri, Flórida, Carolina do Norte, Indiana, Pensilvânia, Kentucky, Virgínia e Virginia Ocidental. O primeiro caso ocorreu em Illinois em 7 de março de 2018. Brodifacoum era suspeito de estar presente nesses produtos em Illinois. Produtos chamados Matrix e Blue Giant de uma loja de conveniência em Chicago testaram positivo para brodifacoum e AMB-FUBINACA (FUB-AMB).